# Schwarzbachtal (Bielefeld)
Koordinaten: 52° 4′ 3″ N, 8° 28′ 47″ O

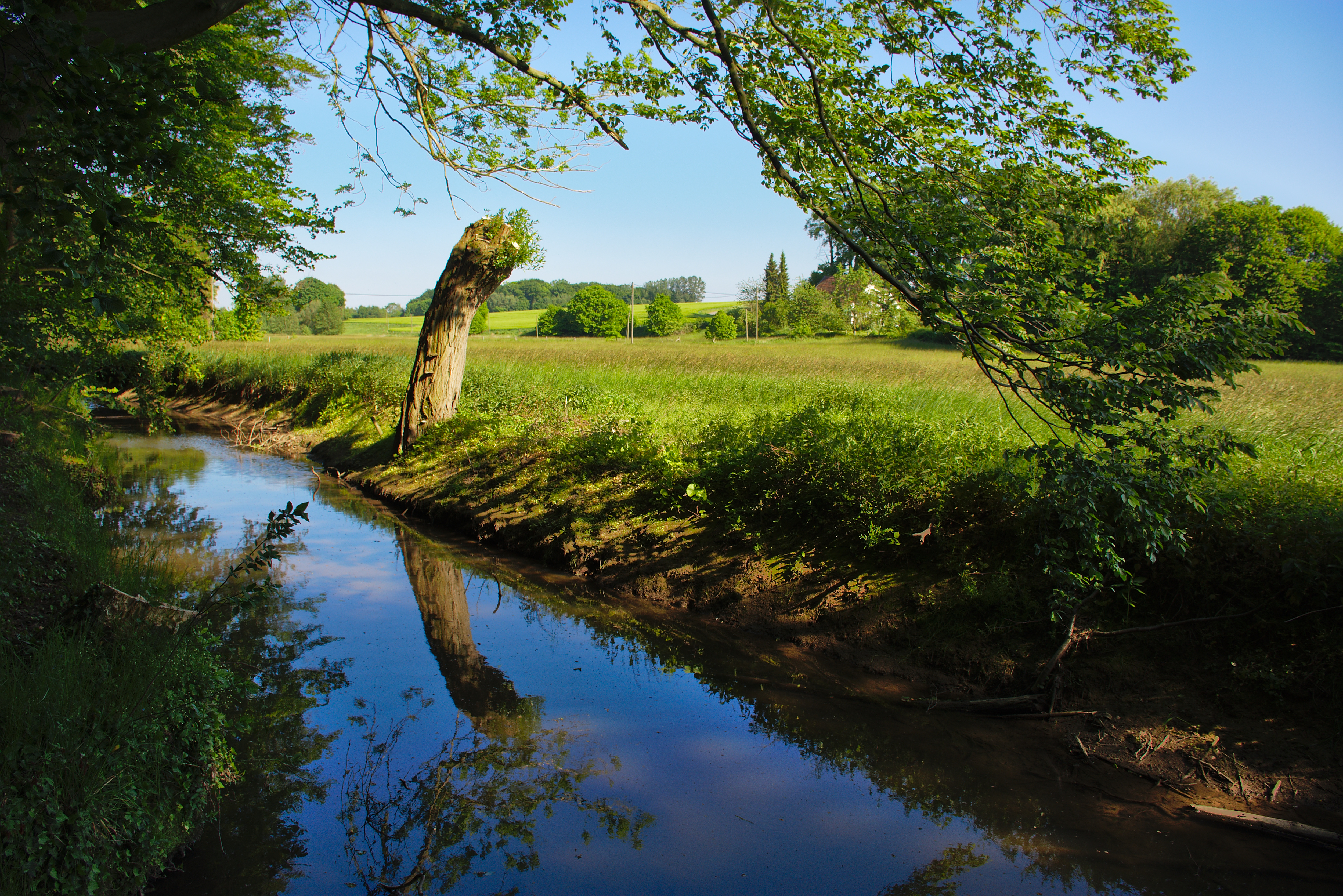
Naturschutzgebiet Schwarzbachtal in Bielefeld (Mai 2017)

Das Naturschutzgebiet Schwarzbachtal liegt im Stadtbezirk Dornberg der kreisfreien Stadt Bielefeld in Nordrhein-Westfalen. 
Das aus zwei Teilflächen bestehende Gebiet erstreckt sich nordwestlich der Kernstadt von Bielefeld zwischen Deppendorf im Westen und Babenhausen im Südosten entlang des Schwarzbaches, eines rechten Zuflusses des Johannisbachs. Am östlichen Rand des Gebietes verläuft die Landesstraße L 922, im westlichen Bereich kreuzt die Kreisstraße K 21 das Gebiet. Nordwestlich erstreckt sich das etwa 12,5 ha große Naturschutzgebiet (NSG) Deppendorfer Wiesen und östlich das etwa 40,2 ha große NSG Mühlenmasch.

## Bedeutung
Das etwa 36,4 ha große Gebiet wurde im Jahr 1996 unter der Schlüsselnummer BI-038 unter Naturschutz gestellt. Schutzziele sind der Erhalt, die Optimierung und die Pflege einer Bachaue in überwiegender Grünlandnutzung.